# Чиритеј (Ботошани)
Чиритеј (рум. Ciritei) насеље је у Румунији у округу Ботошани у општини Трушешти. Oпштина се налази на надморској висини од 118 m.

## Становништво
Према подацима из 2002. године у насељу је живело 7 становника, од којих су сви румунске националности.